# Karel Philippus Bernet Kempers

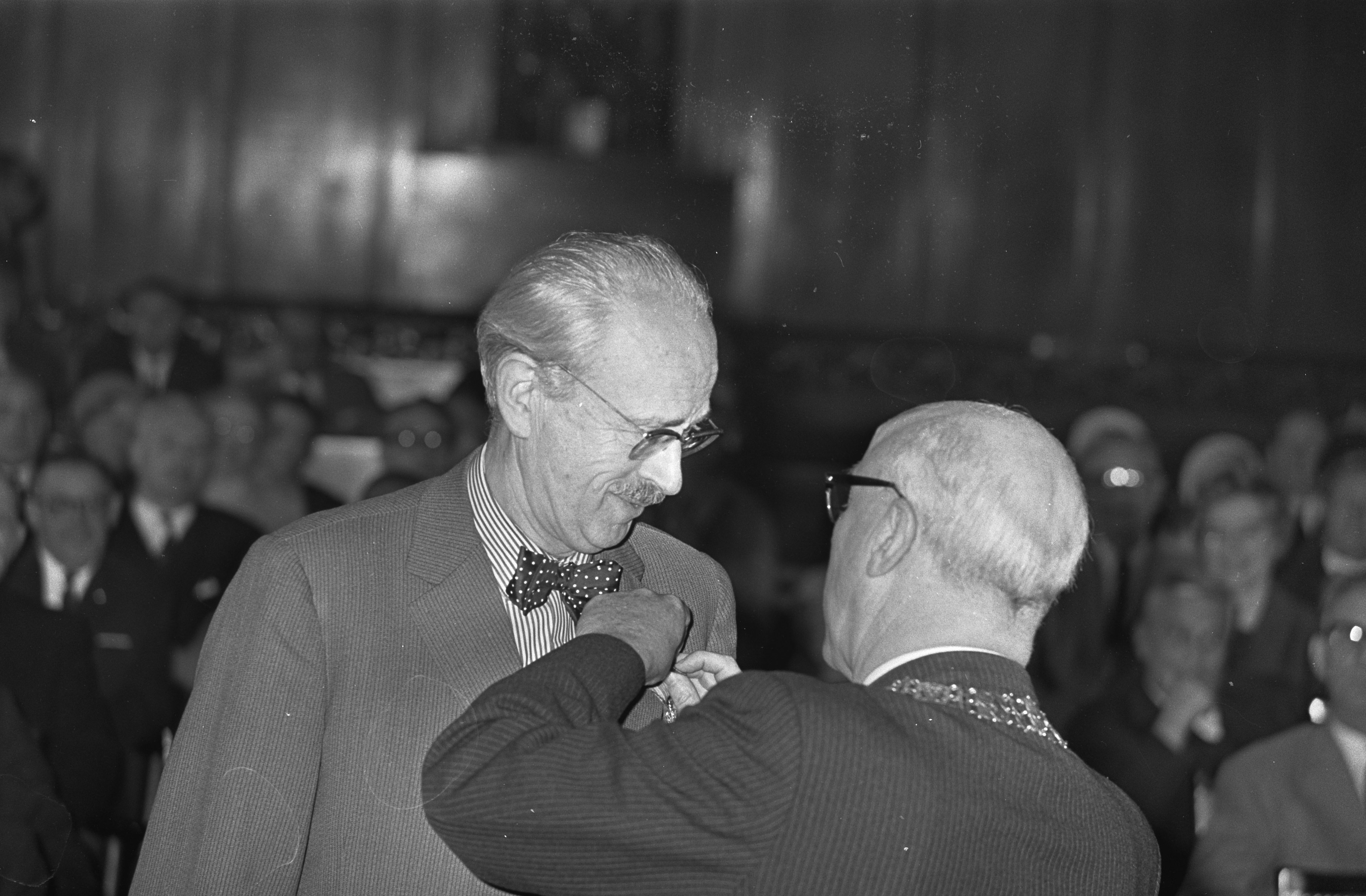
Karel Philippus Bernet Kempers wird durch den Amsterdamer Bürgermeister Samkalden geehrt (29. April 1968).

Karel Philippus Bernet Kempers (* 20. September 1897 in Nijkerk (Gelderland); † 30. September 1974 in Amsterdam) war ein niederländischer Musikwissenschaftler.

## Leben und Werk
Karel Philippus Bernet Kempers studierte nach seiner musikalischen Ausbildung Musikwissenschaft bei Adolf Sandberger an der Universität München. 1926 promovierte er mit der Arbeit Jacobus Clemens non Papa und seine Motetten. (Augsburg 1928).
Von 1929 bis 1949 wirkte Karel Philippus Bernet Kempers als Lehrer für Musikgeschichte am Konservatorium Den Haag. Von 1934 bis 1953 wirkte er als Lehrer für Musikgeschichte am Amsterdamer Konservatorium. Seit 1938 war er Lektor für Musikwissenschaft an der Universität Amsterdam, 1946 wurde er dort Extraordinarius und 1953 Ordinarius. 1968 wurde Bernet Kempers als Ordinarius an der Amsterdamer Universität emeritiert.

## Veröffentlichungen von Karel Philippus Bernet Kempers
Neben zahlreichen Artikeln in Zeitschriften und Programmerläuterungen für das Concertgebouw-Orchester veröffentlichte er folgende Werke.
- Die Souterliedekens des Jacobus Clemens non Papa (1928)
- De Italiaansche Opera van Peri tot Puccini (Amsterdam 1929)
- Die Zauberflöte und Carmen (Amsterdam 1929)
- Leidmotieven, Herinneringsmotieven en Grondthema’s (Amsterdam 1929)
- Muziekgeschiedenis (Rotterdam 1932, 51955)
- Muziek in den ban der letteren (Rotterdam 1935)
- Schubert (Amsterdam 1938)
- Muziekwetenschap in den loop der tijden (Rotterdam 1938)
- Meesters der Muziek (Rotterdam 1939, 51955, 61955)
- Beknopte Geschiedenis van het Kerklied (zusammen mit Gerardus van der Leeuw, Groningen, Batavia 1939, 2. Druck 1948)
- Het Muziekschrift (Amsterdam 1946)
- Panorama der Musik (Rotterdam 1948)
- Willem Pijper’s Opera Halewijn (Rotterdam 1950)
- Vollständige Neubearbeitung von Leon C. Boumans Vreemde Woorden in de Muziek (Groningen 1969)
- Eduard van Beinum (als Herausgeber zusammen mit Marius Flothuis, Haarlem 1959)
- De Leidse koorboeken ... Codex A (Bd. I, = Monumenta musica Neerlandica IX, als Herausgeber zusammen mit Chris Maas, Amsterdam 1970)

Karel Philippus Bernet Kempers gab unter anderem 37 vierstimmige Psalmenbearbeitungen von Loys Bourgeois heraus (Rijs, Delft) und besorgte eine Gesamtausgabe der Werke von Jacobus Clemens non Papa (seit 1950, American Institute of Musicoogy, Rom).